# ヌーヴォレコルト
ヌーヴォレコルト（欧字名:Nuovo Record）は日本の元競走馬で、現在は繁殖牝馬。主な勝ち鞍は2014年の優駿牝馬。
馬名の由来はイタリア語で「新記録」（Nuovo Record）から。

## 競走馬時代

### 出自-デビュー前
2011年2月25日、北海道千歳市の社台ファームで生まれた。
父・ハーツクライ（父サンデーサイレンス）は2006年の有馬記念、2007年のドバイシーマクラシックの勝ち馬。
母・オメガスピリットは、ヌーヴォレコルトと同じ馬主の所有馬で、現役時代には3勝をあげている。

### 2歳（2013年）
デビュー戦は10月19日の東京競馬場芝1600m戦で鞍上は戸崎圭太。やや前目からの競馬となったものの前を捕らえきれることができず4着に敗れた。
2戦目の東京の未勝利戦（芝1600m）では福永祐一が騎乗し、人気に応えて初勝利を飾った。
12月8日、中京競馬場で行われた500万下のこうやまき賞は吉田隼人が騎乗し、2番手から直線抜け出して勝利し、連勝でオープン入りを果たした。

### 3歳（2014年）
2014年3月8日、阪神競馬場で行われるチューリップ賞への出走は初の長距離輸送、右回りのレースとなった。鞍上には岩田康誠を迎え、最後の直線では1.1倍の圧倒的な人気を集めたディープインパクト産駒のハープスターに大外からかわされたが、2着に入って桜花賞の優先出走権を獲得した。初めてコンビを組んだ鞍上の岩田康誠は「素直で乗りやすい馬」とコメントした。

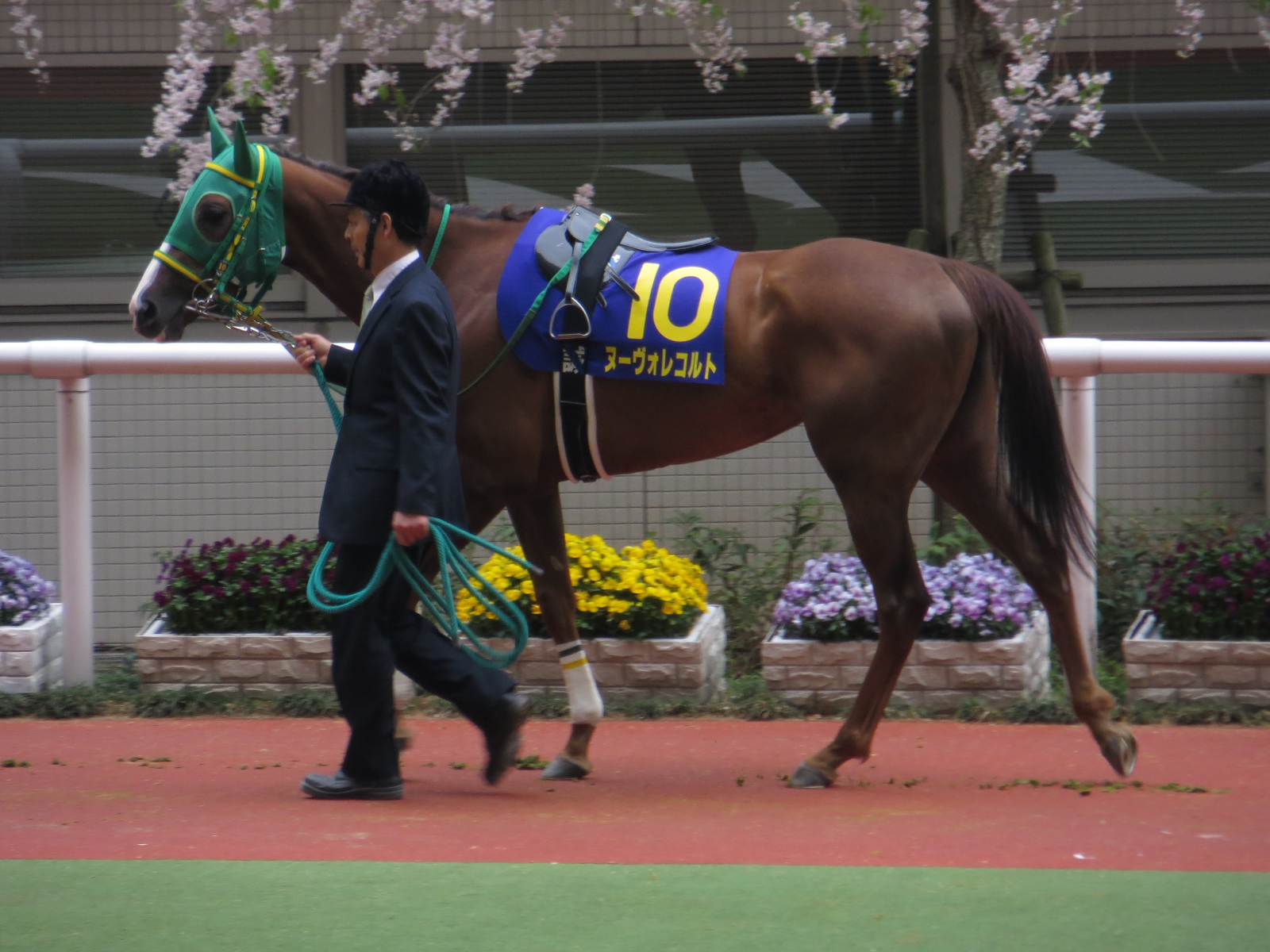
2014年4月13日、桜花賞パドック

4月13日、桜花賞では、ハープスターが1.2倍で圧倒的に本命視され、ヌーヴォレコルトは5番人気だった。ヌーヴォレコルトは直線で阪神ジュベナイルフィリーズの勝ち馬レッドリヴェールとともに抜け出したが、ゴール前で最後方から追い込んできたハープスターに交わされて、クビ差、3/4馬身差の3着に敗れた。鞍上の岩田は「着差が着差だけに４角で少し追い出しを待たされたことが悔いに残る」と語りつつも、「距離が延びても大丈夫」とオークスでの巻き返しを誓った。
5月25日、東京競馬場（芝2400m）で行われるオークスでは、桜花賞を制したハープスターが1.3倍の断然の本命に支持され、ヌーヴォレコルトは9.8倍で対抗（2番人気）扱いだった。スタートすると、ペイシャフェリス、エリーザベストが逃げるなか、ヌーヴォレコルトは中団の9番手に位置し、ハープスターは後方に控えた。ヌーヴォレコルトは8番手で最終コーナーをまわると、直線で進路が開くのを待ってからスパートをかけて一気に抜けだし、ゴールまで残り200メートル程で先頭に立った。遅れて内からはバウンスシャッセが伸びてきて、外からはハープスターが後方から追い込んできたが、早めに抜けだしていたヌーヴォレコルトは両馬をクビ差抑えて優勝した。ヌーヴォレコルトにとっては重賞初優勝だった。鞍上の岩田康誠は史上7人目となる5大クラシック完全制覇を達成、地方競馬出身騎手としては初の完全制覇となった。また調教師の斎藤誠は2007年の朝日杯フューチュリティステークスのゴスホークケン以来のGI制覇でクラシックは初制覇となった。
秋初戦は阪神のローズステークスを選択。9月21日、馬体重を6kg減らしたが0.2秒（1 1/4馬身）差の快勝であった。
その後、栗東トレセンに移動し、当地で調教を行った。秋華賞では桜花賞馬ハープスターが凱旋門賞に出走したため不在だったこともあり、単勝1.5倍の1番人気に推された。レースでは後方からの競馬となり、最後の直線でショウナンパンドラに迫るもクビ差及ばずの2着（タイム差無し）に終わった。なお、タイムの1分57秒0は秋華賞のレコードタイムであった（7着馬までが該当）。秋華賞後に美浦に帰厩し、続くエリザベス女王杯に挑むもラキシスの2着だった。

### 4歳（2015年）
古馬となって初戦は中山記念。2013年の皐月賞馬ロゴタイプと2014年の皐月賞馬イスラボニータとの対決となったが、内で我慢すると最内からロゴタイプをクビ差差し切り久々の勝利を手にする。牝馬での同レース制覇は1991年のユキノサンライズ以来24年ぶりだった。
そして迎えたヴィクトリアマイルでは実績が評価され1番人気に推されたものの、ミナレットの逃げを前に伸びきれずストレイトガールの6着に敗れた。続く宝塚記念でも伸びきれずラブリーデイの5着と掲示板確保がやっとであった。
秋初戦はオールカマー。最内を伸びてきたものの、再度ショウナンパンドラに先着を許す。
続くエリザベス女王杯では、後方から追い込んでくるものの先に抜け出していたマリアライトを差し切れず2着に終わった。
香港カップでは、ライアン・ムーアに乗り替わり、エイシンヒカリに続く2着となった。

### 5歳（2016年）
年内初戦として産経大阪杯に3番人気で出走。道中は先団で待機し、いい手応えで直線に入るも、前に付けていた他馬が壁となり前に進むことができず、アンビシャスの6着に敗れた。
その後、ラブリーデイ、サトノクラウンと共に香港に遠征し、クイーンエリザベス2世カップに出走。このレースでは、鞍上に武豊が迎えられた。レースではこれまでの先行策とは違って後方3番手に位置し、いい折り合いをつけながら、迎えた最後の直線では伸びを見せるも先団にあと一歩及ばず、6着に敗れた。
その後、日本に帰国し、8月の札幌記念は武が騎乗停止のため2歳時に騎乗したことのある吉田隼人が騎乗したが、道悪が影響したこともありネオリアリズムの4着に終わった。秋に入り、アメリカに遠征し、11月5日のブリーダーズカップ・フィリー&メアターフに出走、中団でレースを進めたが、直線で伸びを欠き11着に敗れた。
11月24日のレッドカーペットハンデキャップは道中中団のインで待機すると直線で外へ持ち出して、最後は先に抜け出したアルルの外からゴール寸前で差し切り海外重賞4度目の挑戦で初勝利を挙げた。
香港に転戦し12月11日の香港ヴァーズに出走、最後方から追い上げるも4着だった。

### 6歳（2017年）
2017年も現役を続行し、2月26日の中山記念から始動したが7着。中1週で3月11日の金鯱賞に出走するも10着と惨敗した。レース後の3月15日、現役を引退して社台ファームで繁殖牝馬となることが発表された。管理していた斎藤誠は「余力を残したまま引退させることにしました。クラシックを勝って、海外でも勝って、多くのいい経験をさせてもらいました。僕の中では、もうこれほどの馬は出てこないと思います」と語った。また、初年度の交配相手はロードカナロアを予定し、受胎後に渡英してフランケルと種付けするプランが発表された。

## 競走成績
| 競走日     | 競馬場             | 競走名             | 格      | 距離（馬場）  | 頭 数 | 枠 番 | 馬 番 | オッズ （人気） | 着順 | タイム （上り3F） | 着差  | 騎手     | 斤量   | 1着馬（2着馬）       |
| ---------- | ------------------ | ------------------ | ------- | ------------- | ----- | ----- | ----- | --------------- | ---- | ----------------- | ----- | -------- | ------ | -------------------- |
| 2013.10.19 | 東京               | 2歳新馬            |         | 芝1600m（良） | 18    | 5     | 10    | 02.5（1人）     | 04着 | 1:36.8（34.3）    | 00.3  | 戸崎圭太 | 54kg   | スイートガーデン     |
| 0000.11.09 | 東京               | 2歳未勝利          |         | 芝1600m（良） | 11    | 8     | 11    | 02.0（1人）     | 01着 | 1:37.0（33.7）    | -0.4  | 福永祐一 | 54kg   | （ミュゼミランダ）   |
| 0000.12.08 | 中京               | こうやまき賞       | 500万下 | 芝1600m（良） | 10    | 7     | 7     | 04.3（2人）     | 01着 | 1:36.5（34.6）    | -0.1  | 吉田隼人 | 54kg   | （アドマイヤビジン） |
| 2014.03.08 | 阪神               | チューリップ賞     | GIII    | 芝1600m（良） | 13    | 8     | 13    | 18.1（4人）     | 02着 | 1:34.7（34.7）    | -0.4  | 岩田康誠 | 54kg   | ハープスター         |
| 0000.04.13 | 阪神               | 桜花賞             | GI      | 芝1600m（良） | 18    | 5     | 10    | 30.9（5人）     | 03着 | 1:33.4（33.8）    | -0.1  | 岩田康誠 | 55kg   | ハープスター         |
| 0000.05.25 | 東京               | 優駿牝馬           | GI      | 芝2400m（良） | 18    | 5     | 9     | 09.8（2人）     | 01着 | 2:25.8（34.2）    | -0.0  | 岩田康誠 | 55kg   | （ハープスター）     |
| 0000.09.21 | 阪神               | ローズS            | GII     | 芝1800m（良） | 17    | 3     | 6     | 02.5（2人）     | 01着 | 1:46.0（33.6）    | -0.2  | 岩田康誠 | 54kg   | （タガノエトワール） |
| 0000.10.19 | 京都               | 秋華賞             | GI      | 芝2000m（良） | 17    | 2     | 4     | 01.5（1人）     | 02着 | 1:57.0（34.0）    | 00.0  | 岩田康誠 | 55kg   | ショウナンパンドラ   |
| 0000.11.16 | 京都               | エリザベス女王杯   | GI      | 芝2200m（良） | 18    | 3     | 5     | 03.3（1人）     | 02着 | 2:12.3（33.6）    | 00.0  | 岩田康誠 | 54kg   | ラキシス             |
| 2015.03.01 | 中山               | 中山記念           | GII     | 芝1800m（稍） | 11    | 4     | 4     | 04.7（3人）     | 01着 | 1:50.3（34.7）    | -0.0  | 岩田康誠 | 55kg   | （ロゴタイプ）       |
| 0000.05.17 | 東京               | ヴィクトリアマイル | GI      | 芝1600m（良） | 18    | 7     | 15    | 02.2（1人）     | 06着 | 1:32.5（33.5）    | -0.6  | 岩田康誠 | 55kg   | ストレイトガール     |
| 0000.06.28 | 阪神               | 宝塚記念           | GI      | 芝2200m（良） | 16    | 6     | 11    | 09.1（3人）     | 05着 | 2.14.7（34.9）    | -0.3  | 岩田康誠 | 56kg   | ラブリーデイ         |
| 0000.09.27 | 中山               | オールカマー       | GII     | 芝2200m（良） | 15    | 3     | 4     | 02.8（1人）     | 02着 | 2.12.1（34.5）    | -0.2  | 岩田康誠 | 55kg   | ショウナンパンドラ   |
| 0000.11.15 | 京都               | エリザベス女王杯   | GI      | 芝2200m（稍） | 18    | 8     | 18    | 03.0（1人）     | 02着 | 2.14.9（34.3）    | -0.0  | 岩田康誠 | 56kg   | マリアライト         |
| 0000.12.13 | 沙田               | 香港C              | G1      | 芝2000m（G）  | 13    | 3     | 14    | 09.4（5人）     | 02着 | 2.00.77           | -0.17 | R.ムーア | 55.5kg | A Shin Hikari        |
| 2016.04.03 | 阪神               | 産経大阪杯         | GII     | 芝2000m（良） | 11    | 3     | 3     | 05.1（3人）     | 06着 | 2.00.0（33.9）    | -0.7  | 岩田康誠 | 54kg   | アンビシャス         |
| 0000.04.24 | 沙田               | QE2世C             | G1      | 芝2000m（稍） | 13    | 7     | 12    | 07.5（5人）     | 06着 | 2.02.51           | -1.19 | 武豊     | 55.5kg | Werther              |
| 0000.08.21 | 札幌               | 札幌記念           | GII     | 芝2000m（稍） | 16    | 1     | 1     | 05.7（2人）     | 04着 | 2.02.3（37.1）    | -0.6  | 吉田隼人 | 55kg   | ネオリアリズム       |
| 0000.11.05 | サンタアニタパーク | BCF&Mターフ        | G1      | 芝2000m（良） | 13    |       | 13    | 19.6（7人）     | 11着 |                   |       | 武豊     | 56kg   | Queen's Trust        |
| 0000.11.24 | デルマー           | レッドカーペットH  | G3      | 芝2200m（良） | 10    |       | 1     | 05.2（3人）     | 01着 |                   |       | 岩田康誠 | 55.5kg | (Arles)              |
| 0000.12.11 | 沙田               | 香港ヴァーズ       | G1      | 芝2400m（G）  | 14    | 12    | 13    | 09.6（2人）     | 04着 | 2.27.49           | -1.27 | 岩田康誠 | 55.5kg | Satono Crown         |
| 2017.02.26 | 中山               | 中山記念           | GII     | 芝1800m（良） | 11    | 8     | 10    | 13.8（6人）     | 07着 | 1.48.1（34.4）    | -0.5  | 岩田康誠 | 54kg   | ネオリアリズム       |
| 0000.03.11 | 中京               | 金鯱賞             | GII     | 芝2000m（良） | 16    | 7     | 13    | 18.4（6人）     | 10着 | 1.59.7（34.6）    | -0.5  | 岩田康誠 | 54kg   | ヤマカツエース       |

- 馬場状態：G=Good
- 出典：[62]

## 繁殖牝馬時代
2017年3月に引退後、社台ファームで繁殖入りした。初年度にロードカナロアを受胎した後、イギリスに渡り初仔を出産した。2年目はそのままイギリスに滞在し、フランケルと交配した。
|       | 馬名               | 生年   | 性 | 毛色   | 父                       | 馬主   | 厩舎           | 戦績                     | 出典   |
| ----- | ------------------ | ------ | -- | ------ | ------------------------ | ------ | -------------- | ------------------------ | ------ |
| 初仔  | ドンナセレーノ     | 2018年 | 牝 | 鹿毛   | ロードカナロア           | 原禮子 | 栗東・安田翔伍 | 17戦3勝（引退・繁殖）    | [ 65 ] |
| 2番仔 | キュルキュマ       | 2019年 | 牝 | 栗毛   | Frankel                  | 原禮子 | 栗東・安田翔伍 | 2戦0勝（引退・繁殖）     | [ 66 ] |
| 3番仔 | イングランドアイズ | 2020年 | 牝 | 鹿毛   | Kingman                  | 原禮子 | 栗東・安田翔伍 | 16戦4勝（現役） 小倉記念 | [ 67 ] |
| 4番仔 | オメガインペリアル | 2021年 | 牡 | 鹿毛   | Kingman                  | 原禮子 | 栗東・安田翔伍 | 11戦2勝（現役）          | [ 68 ] |
| 5番仔 | セナスタイル       | 2022年 | 牝 | 栗毛   | Sottsass                 | 原禮子 | 栗東・安田翔伍 | 1戦1勝（現役）           | [ 69 ] |
| 6番仔 |                    | 2023年 | 牝 | 黒鹿毛 | サートゥルナーリア       |        |                | （デビュー前）           | [ 70 ] |
| 7番仔 |                    | 2024年 | 牝 | 栗毛   | ブリックスアンドモルタル |        |                | （デビュー前）           | [ 71 ] |

・2025年7月20日現在

## 血統表
| ヌーヴォレコルトの血統        | ヌーヴォレコルトの血統                                     | ヌーヴォレコルトの血統  | （血統表の出典）        | （血統表の出典） |
| 父系                          | サンデーサイレンス系                                       | サンデーサイレンス系    | サンデーサイレンス系    | [ § 2 ]          |
| 父 ハーツクライ 2001 鹿毛     | 父の父*サンデーサイレンス Sunday Silence 1986 青鹿毛       | Halo                    | Hail to Reason          | Hail to Reason   |
| 父 ハーツクライ 2001 鹿毛     | 父の父*サンデーサイレンス Sunday Silence 1986 青鹿毛       | Halo                    | Cosmah                  |                  |
| 父 ハーツクライ 2001 鹿毛     | 父の父*サンデーサイレンス Sunday Silence 1986 青鹿毛       | Wishing Well            | Understanding           | Understanding    |
| 父 ハーツクライ 2001 鹿毛     | 父の父*サンデーサイレンス Sunday Silence 1986 青鹿毛       | Wishing Well            | Mountain Flower         |                  |
| 父 ハーツクライ 2001 鹿毛     | 父の母アイリッシュダンス 1990 鹿毛                         | *トニービン             | *カンパラ               | *カンパラ        |
| 父 ハーツクライ 2001 鹿毛     | 父の母アイリッシュダンス 1990 鹿毛                         | *トニービン             | Severn Bridge           |                  |
| 父 ハーツクライ 2001 鹿毛     | 父の母アイリッシュダンス 1990 鹿毛                         | *ビューパーダンス       | Lyphard                 | Lyphard          |
| 父 ハーツクライ 2001 鹿毛     | 父の母アイリッシュダンス 1990 鹿毛                         | *ビューパーダンス       | My Bupers               |                  |
| 母 オメガスピリット 2001 鹿毛 | 母の父*スピニングワールド Spinning World 1993 栗毛         | Nureyev                 | Northern Dancer         | Northern Dancer  |
| 母 オメガスピリット 2001 鹿毛 | 母の父*スピニングワールド Spinning World 1993 栗毛         | Nureyev                 | Special                 |                  |
| 母 オメガスピリット 2001 鹿毛 | 母の父*スピニングワールド Spinning World 1993 栗毛         | Imperfect Circle        | Riverman                | Riverman         |
| 母 オメガスピリット 2001 鹿毛 | 母の父*スピニングワールド Spinning World 1993 栗毛         | Imperfect Circle        | Aviance                 |                  |
| 母 オメガスピリット 2001 鹿毛 | 母の母*ファーガーズプロスペクト Fager's Prospect 1990 芦毛 | Chief's Crown           | Danzig                  | Danzig           |
| 母 オメガスピリット 2001 鹿毛 | 母の母*ファーガーズプロスペクト Fager's Prospect 1990 芦毛 | Chief's Crown           | Six Crowns              |                  |
| 母 オメガスピリット 2001 鹿毛 | 母の母*ファーガーズプロスペクト Fager's Prospect 1990 芦毛 | Fager's Glory           | Mr. Prospector          | Mr. Prospector   |
| 母 オメガスピリット 2001 鹿毛 | 母の母*ファーガーズプロスペクト Fager's Prospect 1990 芦毛 | Fager's Glory           | Street's Glory          |                  |
| 母系(F-No.)                   | Beaver Street系(FN:3-d)                                    | Beaver Street系(FN:3-d) | Beaver Street系(FN:3-d) | [ § 3 ]          |
| 5代内の近親交配               | Northern Dancer 5×4･5                                      | Northern Dancer 5×4･5   | Northern Dancer 5×4･5   | [ § 4 ]          |
| 出典                          | 1. 2. 3. 4.                                                | 1. 2. 3. 4.             | 1. 2. 3. 4.             | 1. 2. 3. 4.      |

### 血統
ヌーヴォレコルトの母系は1990年代にアメリカから輸入されたファーガーズプロスペクト（Fager's Prospect）に遡る。
さらに遡ると、ファーガーズプロスペクトの曾祖母（3代前、母の母の母）ネイティヴストリート（Native Street)はアメリカでケンタッキーオークスやアストリアステークスに勝っている。また、その全妹（父も母も同じ）ストリートダンサー（Street Dancer）もハネムーンステークスやミレイディハンデ2勝など13勝をあげている。ネイティヴストリートの曾孫には1993年のニュージーランドトロフィー優勝馬のトーヨーリファールがいる。
日本に輸入後のファーガーズプロスペクトの子孫からは、阪神3歳牝馬ステークス3着のゴッドインチーフがいるが、グレード競走の優勝馬が出るのはヌーヴォレコルトが初めてであった。その後ゴッドインチーフの孫ミューチャリーが2021年のJBCクラシックを制している。

#### 血統に関する出典
- 『Family Tables of Racinghorses Vol.IV』サラブレッド血統センター編、日本中央競馬会・日本軽種馬協会刊、2003
- 『サラブレッド血統大系★★★★★』,サラブレッド血統センター,2005